# Vivre
Vivre (tradução portuguesa : "Viver") foi a canção francesa no Festival Eurovisão da Canção 1983 interpretada em francês por  Guy Bonnet.
A canção tinha letra de Fulbert Cant, música de Guy Bonnet e orquestrada por François Rauber.
A canção francesa foi a primeira a ser interpretada no evento (antes da canção norueguesa "Do Re Mi"interpretada por Jahn Teigen. No final da votação, a canção francesa recebeu 56 pontos e classificou-se em 8.º lugar (entre 20 países concorrentes)
. 
A canção fala da separação de dois amantes: um que  aparentemente vai ser fuzilado e outro que continuará vivo.
A canção foi também gravada em provençal com o título  "Vièure" .